# Nicolas Pépé
Nicolas Pépé (født 29. maj 1995) er en fransk-ivoriansk professionel fodboldspiller, som spiller for Villarreal CF og Elfenbenskystens landshold.

## Klubkarriere

### Begyndelsen
Pépé begyndte at spille fodbold i den lokale klub Solitaire Paris Est, først som målmand, indtil han var 14 år. Han fik sin første kontrakt (med Poitiers) var det dog som markspiller. Her spillede han i den femtebedste række i Frankrig i sæsonen 2012-2013.

### Angers
Han skrev derpå kontrakt med Angers SCO, hvor han i sæsonen 2012~2013 spillede for andetholdet, der optrådte på femtebedste niveau. Sin debut på førsteholdet i en kamp i Coupe de Ligue, hvor Angers tabte til AC Arles-Avignon 26. august 2014; Pépé blev skiftet ind i 74. minut. Sin første Ligue 2-kamp fik han 21. november samme år, hvor han var i startopstillingen i en uafgjort kamp mod AC Ajaccio.
I sæsonen 2015-2016 var Pépé udlejet til Championnat National-klubben US Orléans, hvor han med 7bmål i 29 kampe var med til at sikre klubben en andenplads og oprykning til Ligue 2. Herefter vendte han tilbage til Angers i Ligue 2 til en sæson, hvor klubben nåede finalen i Coupe de France; her blev det dog med Pëpé i startopstillingen til et 0-1 nederlag til storholdet Paris Saint Germain.

### Lille
21. juli 2017 skrev Nicolas Pépé en femårig kontrakt med  Ligue 1-holdet Lille OSC. Det var førstetræneren Marcelo Bielsa selv, der efter grundigt forarbejde hentede den unge spiller, der beskrev Bielsa som "speciel" og en "stor træner". Han indledte sæsonen som topangriber, inden Bielsas afløser Christophe Galtier flyttede ham ud som kantspiller.
I sæsonen 2017-2018 spillede Pépé langt de fleste ligakampe for Lille, der det meste af tiden balancerede på kanten af nedrykningsstregen, men til slut undgik at rykke ned. Pépé var medvirkende til dette resultat, da han scorede 13 mål, heriblandt to mål i hver af udekampene mod FC Metz og Toulouse FC.
15. september 2018 scorede hans hattrick, heraf to mål på straffespark i 3-2 udesejren over Amiens SC. Senere på sæsonen scorede han ét mål og lagde op til to i en ligakamp mod Paris Saint Germain, hvor Lille vandt 5-1. Gennem sæsonen 2018-2019 scorede han i alt 22 ligamål og blev toer på topscorerlisten, kun overgået af Kylian Mbappé fra PSG, samt 11 målgivende afleveringer, og han kom derfor naturligt på årets udvalgte hold fra den franske liga.

### Arsenal
Den imponerende præstation i 2018-2019~sæsonen vakte naturligt interesse hos en række topklubber i Europa, og i sidste ende blev det Arsenal F.C., der sikrede sig Pépé underskrift. Det skete til en pris, der angiveligt var klubrekord i den engelske klub.

### Trabzonspor
Pépé skiftede i september 2023 til tyrkiske Trabzonspor.

## Landsholdskarriere
Pépé er født i Frankrig af forældre med ivorianske rødder. Han kunne derfor stille op for Elfenbenskysten, og han var første gang indkaldt til dette landshold  november 2016 til en VM-kvalifikationskamp mod Marokko, men kom ikke på banen. Tre dage senere debuterede han i en venskabskamp mod Frankrig, hvor han kom ind de sidste fire minutter.
Han var en del af truppen til slutrunden om Africa Cup of Nations i 2017, men fik ikke spilletid i nogen af kampene.
24. marts 2018 scorede Pépé sit første mål for Elfenbenskysten i en venskabskamp mod Togo, hvilket han gentog tre dage senere i en ny venskabskamp, denne gang mod Moldova.